# Llewellyn Powers

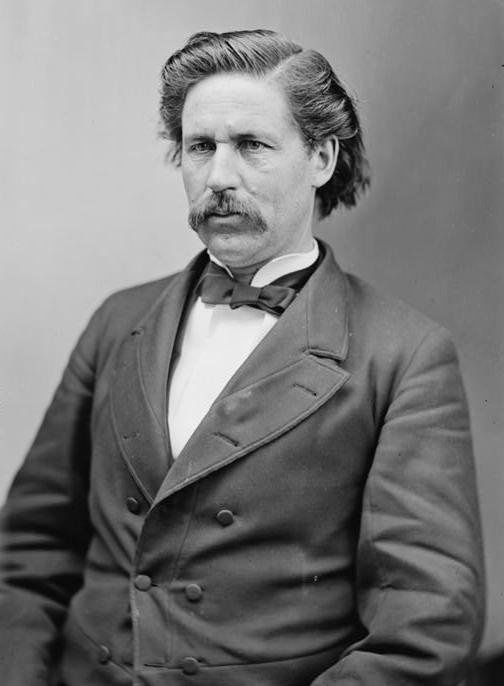
Llewellyn Powers

Llewellyn Powers (* 14. Oktober 1836 in Pittsfield, Maine; † 28. Juli 1908 in Houlton, Maine) war ein US-amerikanischer Politiker und von 1897 bis 1901 Gouverneur des Bundesstaates Maine.

## Frühe Jahre
Powers besuchte zunächst die Grundschulen seiner Heimat, danach die Colby University und die Albany Law School im Staat New York. Nach seinem juristischen Examen und seiner Zulassung als Rechtsanwalt begann er im Jahr 1861 in Houlton in seinem neuen Beruf zu arbeiten. Zwischen 1865 und 1871 war Powers Bezirksstaatsanwalt im Aroostook County. Gleichzeitig war er von 1868 bis 1872 auch noch beim Bundeszollamt angestellt.

## Politische Laufbahn
Zwischen 1873 und 1895 war Powers mehrfach mit einigen Unterbrechungen Abgeordneter im Repräsentantenhaus von Maine; im Jahr 1895 war er Präsident des Hauses. Dazwischen war er von 1877 bis 1879 Abgeordneter im US-Repräsentantenhaus in Washington. 1896 wurde er als Kandidat seiner Republikanischen Partei zum neuen Gouverneur von Maine gewählt.
Powers trat sein Amt am 6. Januar 1897 als Nachfolger von Henry Cleaves an. Nach einer Wiederwahl im Jahr 1898 konnte er bis zum 2. Januar 1901 amtieren. In seine Amtszeit fällt der Spanisch-Amerikanische Krieg, zu dem auch Maine Soldaten abstellen musste. Auch nach dem Ablauf seiner zweiten Amtszeit blieb Powers politisch aktiv. Vom 8. April 1901 bis zu seinem Tod am 28. Juli 1908 war er erneut Abgeordneter im US-Repräsentantenhaus. Nach seinem Tod in Houlton wurde Llewellyn Powers in Pittsfield beigesetzt. Er war mit Jennie Hewes verheiratet.